# White Center
White Center az Amerikai Egyesült Államok északnyugati részén, Washington állam King megyéjében elhelyezkedő statisztikai település. A 2010. évi népszámlálási adatok alapján 13 495 lakosa van.
A települést gyakran „Rat City” becenéven említik az egykori kiképzőtábor miatt. A Rat City Rollergirls csapat edzéseit egykor White Centerben tartotta.
White Centert 2009-ben Seattle, 2012-ben pedig Burien is próbálta magához csatolni, azonban ezek a törekvések elbuktak. 2016 márciusában Washington állam bejelentette, hogy Seattle hétmillió dollár támogatást kap, ha annektálja White Centert.

## Népesség
A település népességének változása:
| Lakosok száma | 19 362 | 20 531 | 20 975 | 13 495 | 16 631 |
|               | 1980   | 1990   | 2000   | 2010   | 2020   |

## Nevezetes személyek
- David S. Hogan, színész[6]
- Floyd Johnson, ökölvívó[7]
- Jack Thompson, amerikaifutball-játékos[8]
- Richard Hugo, költő[9]
- Sarey Savy, énekes-dalszövegíró[10]

## Fordítás
- Ez a szócikk részben vagy egészben  a   White Center, Washington című angol Wikipédia-szócikk ezen változatának fordításán alapul.  Az eredeti cikk szerkesztőit annak laptörténete sorolja fel. Ez a jelzés csupán a megfogalmazás eredetét és a szerzői jogokat jelzi, nem szolgál a cikkben szereplő információk forrásmegjelöléseként.